# Can Cavaller (Bescanó)
|  | Per a altres significats, vegeu «Can Cavaller (Canet d'Adri)». |

Can Cavaller o Caballé és un monument al disseminat d'Estanyol al municipi de Bescanó (Gironès) protegit com a bé cultural d'interès local. Edifici de tres plantes cobert amb teulada a dues vessants. A l'interior presenta l'estructura clàssica de tres crugies paral·leles, la central de doble amplada dividida perpendicularment per un gran arc rebaixat de pedra i al fons l'escala que mena al primer pis amb una gran sala i habitacions a banda i banda.
Les naus estan cobertes amb volta bufada de rajoles i a la primera planta amb embigat de fusta. Les habitacions de decoració barroca tenen cambril amb motllures, fornícules de guix i sostre d'enteixinat. La façana mostra un portal dovellat, un escut amb frontó partit i rellotge de sol, i tres arcades de mig punt al graner. El parament és esgrafiat amb sanefa sota el ràfec de la teulada. A la façana hi ha gravada la següent inscripció: JAUME BATLLA I ASTRADER ME FESIT A YUNY 1630. A la part del darrere hi ha altres cossos afegits posteriorment. Actualment s'utilitza com a casa de colònies.